# Marian Palmąka
Marian Palmąka (ur. 24 maja 1917 w Gackach koło Szydłowa, zm. 20 września 2014 w Busku-Zdroju) – polski działacz ludowy, żołnierz Batalionów Chłopskich.

## Życiorys
Urodził się 24 maja 1917 r. w Gackach koło Szydłowa, w rodzinie chłopskiej. W 1934 r. wstąpił do ZMW RP „Wici”, zostając z czasem wiceprezesem zarządu powiatowego „Wici” w Stopnicy. W czasie II wojny światowej wchodził w skład trójki powiatowej  ROCH-a i działał w Batalionach Chłopskich. W 1942 r. nawiązał współpracę z Józefem Ozgą Michalskim ukrywającym się w rejonie Oględowa, wspierając redagowany przez Ozgę Michalskiego konspiracyjny tygodnik „Znicz”. 23 lipca 1944 r. w czasie konspiracyjnego posiedzenia  Wojewódzkiej Rady Narodowej w  Chańczy, jako członek SL „Wola Ludu” został powołany na stanowisko komisarza ziemskiego na powiat stopnicki.  31 maja 2000 r. jako kapitan rezerwy został mianowany przez Ministra Obrony Narodowej, podpułkownikiem WP.
Został odznaczony Krzyżem Oficerskim i Kawalerskim Orderu Odrodzenia Polski, Krzyżem Partyzanckim i Krzyżem Srebrnym Orderu Virtuti Militari.